# Països per índex de desenvolupament humà

Mapa del món per a l'IDH dels diferents països en grans categories, segons l'informe de 2017.

| IDH molt alt | IDH baix    |
| IDH alt      | Sense dades |
| IDH mitjà    |             |

| > 0,950 0,900–0,950 0,850–0,899 0,800–0,849 0,750–0,799 0,700–0,749 0,650–0,699 | 0,600–0,649 0,550–0,599 0,500–0,549 0,450–0,499 0,400–0,449 < 0,399 Sense dades |

Mapa del món que mostra l'IDH de cada país segons l'informe amb les dades de 2023.

La llista de països per índex de desenvolupament humà inclou tots els països del món ordenats de major a menor índex de desenvolupament humà.

## L'índex de desenvolupament humà
L'índex de desenvolupament humà (IDH) és un indicador creat l'any 1990 pel Programa de les Nacions Unides per al Desenvolupament (PNUD) de l'ONU amb l'objectiu de mesurar el nivell de desenvolupament dels diferents estats del món. Històricament, el nivell de desenvolupament s'havia avaluat tenint en compte únicament un sol criteri, que podia ser de tipus econòmic (com per exemple el nivell de renda o PIB), sobre l'educació (com ara l'analfabetisme) o bé que avalués variables de salut (cas de l'esperança de vida, taxes de natalitat i de mortalitat, entre d'altres).

## Llista de països
Les dades són de 2023, fetes públiques el maig de 2025.
| Posició | Canvi des del 2015 | Estat                           | Valor IDH | % creixement (2010–2023) |
| ------- | ------------------ | ------------------------------- | --------- | ------------------------ |
| 1       | (2)                | Islàndia                        | 0,972     | 0,28%                    |
| 2       | (1)                | Noruega                         | 0,970     | 0,25%                    |
| 2       | =                  | Suïssa                          | 0,970     | 0,24%                    |
| 4       | (2)                | Dinamarca                       | 0,962     | 0,35%                    |
| 5       | (1)                | Alemanya                        | 0,959     | 0,19%                    |
| 5       | =                  | Suècia                          | 0,959     | 0,38%                    |
| 7       | (1)                | Austràlia                       | 0,958     | 0,20%                    |
| 8       | (2)                | Països Baixos                   | 0,955     | 0,26%                    |
| 8       | (1)                | Hong Kong                       | 0,955     | 0,38%                    |
| 10      | (3)                | Bèlgica                         | 0,951     | 0,26%                    |
| 11      | (4)                | Irlanda                         | 0,949     | 0,38%                    |
| 12      | (4)                | Finlàndia                       | 0,948     | 0,27%                    |
| 13      | (2)                | Singapur                        | 0,946     | 0,25%                    |
| 13      | (2)                | Regne Unit                      | 0,946     | 0,24%                    |
| 15      | (27)               | Emirats Àrabs Units             | 0,940     | 1,04%                    |
| 16      | (2)                | Canadà                          | 0,939     | 0,22%                    |
| 17      | (1)                | Liechtenstein                   | 0,938     | 0,23%                    |
| 17      | (5)                | Nova Zelanda                    | 0,938     | 0,13%                    |
| 17      | =                  | Estats Units                    | 0,938     | 0,10%                    |
| 20      | (1)                | Corea del Sud                   | 0,937     | 0,36%                    |
| 21      | (2)                | Eslovènia                       | 0,931     | 0,33%                    |
| 22      | (3)                | Àustria                         | 0,930     | 0,21%                    |
| 23      | (3)                | Japó                            | 0,925     | 0,16%                    |
| 24      | (5)                | Malta                           | 0,924     | 0,50%                    |
| 25      | (3)                | Luxemburg                       | 0,922     | 0,14%                    |
| 26      | (1)                | França                          | 0,920     | 0,28%                    |
| 27      | (3)                | Israel                          | 0,919     | 0,26%                    |
| 28      | =                  | Espanya                         | 0,918     | 0,40%                    |
| 29      | (3)                | Txèquia                         | 0,915     | 0,22%                    |
| 29      | (1)                | Itàlia                          | 0,915     | 0,30%                    |
| 29      | (2)                | San Marino                      | 0,915     | 0,32%                    |
| 32      | (1)                | Andorra                         | 0,913     | 0,20%                    |
| 32      | (3)                | Xipre                           | 0,913     | 0,45%                    |
| 34      | (3)                | Grècia                          | 0,908     | 0,18%                    |
| 35      | (1)                | Polònia                         | 0,906     | 0,35%                    |
| 36      | (5)                | Estònia                         | 0,905     | 0,33%                    |
| 37      | (9)                | Aràbia Saudita                  | 0,900     | 0,70%                    |
| 38      | (1)                | Bahrain                         | 0,899     | 0,80%                    |
| 39      | (4)                | Lituània                        | 0,895     | 0,32%                    |
| 40      | (2)                | Portugal                        | 0,890     | 0,42%                    |
| 41      | (1)                | Croàcia                         | 0,889     | 0,53%                    |
| 41      | (4)                | Letònia                         | 0,889     | 0,51%                    |
| 43      | (4)                | Qatar                           | 0,886     | 0,45%                    |
| 44      | (6)                | Eslovàquia                      | 0,880     | 0,14%                    |
| 45      | (1)                | Xile                            | 0,878     | 0,47%                    |
| 46      | (1)                | Hongria                         | 0,870     | 0,22%                    |
| 47      | (7)                | Argentina                       | 0,865     | 0,15%                    |
| 48      | =                  | Montenegro                      | 0,862     | 0,38%                    |
| 48      | (13)               | Uruguai                         | 0,862     | 0,47%                    |
| 50      | (1)                | Oman                            | 0,858     | 0,22%                    |
| 51      | (7)                | Turquia                         | 0,853     | 1,10%                    |
| 52      | (1)                | Kuwait                          | 0,852     | 0,36%                    |
| 53      | (5)                | Antigua i Barbuda               | 0,851     | 0,18%                    |
| 54      | (5)                | Seychelles                      | 0,848     | 0,30%                    |
| 55      | (1)                | Bulgària                        | 0,845     | 0,09%                    |
| 55      | (2)                | Romania                         | 0,845     | 0,14%                    |
| 57      | (6)                | Geòrgia                         | 0,844     | 0,54%                    |
| 58      | (4)                | Saint Kitts i Nevis             | 0,840     | 0,49%                    |
| 59      | (6)                | Panamà                          | 0,839     | 0,47%                    |
| 60      | (12)               | Brunei                          | 0,837     | 0,13%                    |
| 60      | (1)                | Kazakhstan                      | 0,837     | 0,38%                    |
| 62      | (3)                | Costa Rica                      | 0,833     | 0,39%                    |
| 62      | (5)                | Sèrbia                          | 0,833     | 0,39%                    |
| 64      | (12)               | Rússia                          | 0,832     | 0,25%                    |
| 65      | (10)               | Bielorússia                     | 0,824     | 0,12%                    |
| 66      | (3)                | Bahames                         | 0,820     | 0,21%                    |
| 67      | (2)                | Malàisia                        | 0,819     | 0,41%                    |
| 68      | (4)                | Macedònia del Nord              | 0,815     | 0,21%                    |
| 69      | (9)                | Barbados                        | 0,811     | 0,18%                    |
| 69      | =                  | Armènia                         | 0,811     | 0,52%                    |
| 71      | =                  | Albània                         | 0,810     | 0,25%                    |
| 72      | (10)               | Trinitat i Tobago               | 0,807     | 0,30%                    |
| 73      | =                  | Maurici                         | 0,806     | 0,44%                    |
| 74      | (7)                | Bòsnia i Hercegovina            | 0,804     | 0,68%                    |
| 75      | (1)                | Iran                            | 0,799     | 0,26%                    |
| 76      | (11)               | Saint Vincent i les Grenadines  | 0,798     | 0,17%                    |
| 76      | (2)                | Tailàndia                       | 0,798     | 0,65%                    |
| 78      | (16)               | Xina                            | 0,797     | 1,02%                    |
| 79      | (5)                | Perú                            | 0,794     | 0,42%                    |
| 80      | (4)                | Grenada                         | 0,791     | 0,15%                    |
| 81      | (1)                | Azerbaidjan                     | 0,789     | 0,30%                    |
| 81      | (2)                | Mèxic                           | 0,789     | 0,37%                    |
| 83      | (3)                | Colòmbia                        | 0,788     | 0,29%                    |
| 84      | (4)                | Brasil                          | 0,786     | 0,43%                    |
| 84      | (17)               | Palau                           | 0,786     | 0,23%                    |
| 86      | (5)                | Moldàvia                        | 0,785     | 0,53%                    |
| 87      | (10)               | Ucraïna                         | 0,779     | 0,35%                    |
| 88      | =                  | Equador                         | 0,777     | 0,32%                    |
| 89      | (6)                | República Dominicana            | 0,776     | 0,67%                    |
| 89      | (33)               | Guyana                          | 0,776     | 1,11%                    |
| 89      | (8)                | Sri Lanka                       | 0,776     | 0,50%                    |
| 92      | (4)                | Tonga                           | 0,769     | 0,35%                    |
| 93      | (10)               | Maldives                        | 0,766     | 0,81%                    |
| 93      | (16)               | Vietnam                         | 0,766     | 0,60%                    |
| 95      | (8)                | Turkmenistan                    | 0,764     | 0,52%                    |
| 96      | (3)                | Algèria                         | 0,763     | 0,27%                    |
| 97      | (16)               | Cuba                            | 0,762     | 0,16%                    |
| 98      | =                  | Dominica                        | 0,761     | 0,06%                    |
| 99      | =                  | Paraguai                        | 0,756     | 0,36%                    |
| 100     | (15)               | Egipte                          | 0,754     | 0,73%                    |
| 100     | (4)                | Jordània                        | 0,754     | 0,10%                    |
| 102     | (12)               | Líban                           | 0,752     | 0,29%                    |
| 103     | (11)               | Saint Lucia                     | 0,748     | 0,07%                    |
| 104     | (11)               | Mongòlia                        | 0,747     | 0,48%                    |
| 105     | (4)                | Tunísia                         | 0,746     | 0,22%                    |
| 106     | (1)                | Sud-àfrica                      | 0,741     | 0,50%                    |
| 107     | (7)                | Uzbekistan                      | 0,740     | 0,62%                    |
| 108     | (8)                | Bolívia                         | 0,733     | 0,45%                    |
| 108     | (1)                | Gabon                           | 0,733     | 0,46%                    |
| 108     | (11)               | Illes Marshall                  | 0,733     | N/D                      |
| 111     | (9)                | Botswana                        | 0,731     | 0,69%                    |
| 111     | (1)                | Fiji                            | 0,731     | 0,35%                    |
| 113     | (4)                | Indonèsia                       | 0,728     | 0,56%                    |
| 114     | (6)                | Surinam                         | 0,722     | 0,07%                    |
| 115     | (9)                | Belize                          | 0,721     | 0,23%                    |
| 115     | (14)               | Líbia                           | 0,721     | 0,31%                    |
| 117     | (6)                | Jamaica                         | 0,720     | 0,06%                    |
| 117     | (1)                | Kirguizstan                     | 0,720     | 0,49%                    |
| 117     | (3)                | Filipines                       | 0,720     | 0,45%                    |
| 120     | (7)                | Marroc                          | 0,710     | 1,21%                    |
| 121     | (37)               | Veneçuela                       | 0,709     | 0,68%                    |
| 122     | (9)                | Samoa                           | 0,708     | 0,02%                    |
| 123     | =                  | Nicaragua                       | 0,706     | 0,76%                    |
| 124     | (2)                | Nauru                           | 0,703     | 1,84%                    |
| 125     | (9)                | Bhutan                          | 0,698     | 1,32%                    |
| 126     | (16)               | Eswatini                        | 0,695     | 1,70%                    |
| 126     | (2)                | Iraq                            | 0,695     | 0,57%                    |
| 128     | =                  | Tadjikistan                     | 0,691     | 0,61%                    |
| 129     | (1)                | Tuvalu                          | 0,689     | 0,39%                    |
| 130     | (9)                | Bangladesh                      | 0,685     | 1,54%                    |
| 130     | (5)                | Índia                           | 0,685     | 0,99%                    |
| 132     | (7)                | El Salvador                     | 0,678     | 0,21%                    |
| 133     | (2)                | Guinea Equatorial               | 0,674     | 0,54%                    |
| 133     | (21)               | Palestina                       | 0,674     | 0,33%                    |
| 135     | (7)                | Cap Verd                        | 0,668     | 0,15%                    |
| 136     | =                  | Namíbia                         | 0,665     | 0,36%                    |
| 137     | (4)                | Guatemala                       | 0,662     | 0,21%                    |
| 138     | (6)                | República del Congo             | 0,649     | 0,17%                    |
| 139     | (1)                | Hondures                        | 0,645     | 0,38%                    |
| 140     | (2)                | Kiribati                        | 0,644     | 0,61%                    |
| 141     | =                  | São Tomé i Príncipe             | 0,637     | 0,86%                    |
| 142     | (5)                | Timor Oriental                  | 0,634     | 1,01%                    |
| 143     | (4)                | Ghana                           | 0,628     | 0,44%                    |
| 143     | (5)                | Kenya                           | 0,628     | 0,82%                    |
| 145     | (5)                | Nepal                           | 0,622     | 0,85%                    |
| 146     | =                  | Vanuatu                         | 0,621     | 0,50%                    |
| 147     | (4)                | Laos                            | 0,617     | 0,90%                    |
| 148     | (3)                | Angola                          | 0,616     | 1,14%                    |
| 149     | (6)                | Micronèsia                      | 0,615     | 0,13%                    |
| 150     | (3)                | Myanmar                         | 0,609     | 1,54%                    |
| 151     | (5)                | Cambodja                        | 0,606     | 0,85%                    |
| 152     | (2)                | Comores                         | 0,603     | 0,94%                    |
| 153     | (1)                | Zimbàbue                        | 0,598     | 1,12%                    |
| 154     | =                  | Zàmbia                          | 0,595     | 0,63%                    |
| 155     | (5)                | Camerun                         | 0,588     | 1,10%                    |
| 156     | (7)                | Salomó                          | 0,584     | 0,13%                    |
| 157     | (10)               | Costa d'Ivori                   | 0,582     | 1,07%                    |
| 157     | (3)                | Uganda                          | 0,582     | 0,80%                    |
| 159     | (5)                | Ruanda                          | 0,578     | 1,02%                    |
| 160     | (1)                | Papua Nova Guinea               | 0,576     | 1,12%                    |
| 161     | (4)                | Togo                            | 0,571     | 1,29%                    |
| 162     | (3)                | Síria                           | 0,564     | 1,42%                    |
| 163     | (5)                | Mauritània                      | 0,563     | 0,51%                    |
| 164     | (2)                | Nigèria                         | 0,560     | 0,97%                    |
| 165     | (1)                | Tanzània                        | 0,555     | 0,64%                    |
| 166     | (9)                | Haití                           | 0,554     | 1,74%                    |
| 167     | (1)                | Lesotho                         | 0,550     | 0,86%                    |
| 168     | (5)                | Pakistan                        | 0,544     | 0,71%                    |
| 169     | (1)                | Senegal                         | 0,530     | 0,80%                    |
| 170     | (5)                | Gàmbia                          | 0,524     | 0,82%                    |
| 171     | (8)                | República Democràtica del Congo | 0,522     | 1,06%                    |
| 172     | (1)                | Malawi                          | 0,517     | 0,81%                    |
| 173     | (4)                | Benín                           | 0,515     | 0,39%                    |
| 174     | (2)                | Guinea Bissau                   | 0,514     | 0,76%                    |
| 175     | (6)                | Djibouti                        | 0,513     | 1,67%                    |
| 176     | (3)                | Sudan                           | 0,511     | 0,45%                    |
| 177     | =                  | Libèria                         | 0,510     | 0,48%                    |
| 178     | (1)                | Eritrea                         | 0,503     | 0,62%                    |
| 179     | (3)                | Guinea                          | 0,500     | 1,06%                    |
| 180     | (4)                | Etiòpia                         | 0,497     | 1,55%                    |
| 181     | (7)                | Afganistan                      | 0,496     | 0,24%                    |
| 182     | (1)                | Moçambic                        | 0,493     | 1,04%                    |
| 183     | (11)               | Madagascar                      | 0,487     | 0,02%                    |
| 184     | (4)                | Iemen                           | 0,470     | 1,30%                    |
| 185     | =                  | Sierra Leone                    | 0,467     | 0,80%                    |
| 186     | (1)                | Burkina Faso                    | 0,459     | 1,37%                    |
| 187     | (2)                | Burundi                         | 0,439     | 0,32%                    |
| 188     | =                  | Mali                            | 0,419     | 0,08%                    |
| 188     | (3)                | Níger                           | 0,419     | 1,34%                    |
| 190     | (1)                | Txad                            | 0,416     | 0,66%                    |
| 191     | (1)                | República Centreafricana        | 0,414     | 0,58%                    |
| 192     | N/D                | Somàlia                         | 0,404     | N/D                      |
| 193     | =                  | Sudan del Sud                   | 0,388     | 0,61%                    |

## Projecció 2010-2030
La llista de països segons la projecció de l'índex de desenvolupament humà (IDH) del 2010 al 2030, va ser publicada el 2010 per l'Oficina de l'Informe sobre Desenvolupament Humà del Programa de les Nacions Unides per al Desenvolupament (PNUD), com a part del Document de Recerca de Desenvolupament Humà. El document de recerca de desenvolupament humà (DRDH) és un mitjà per a l'intercanvi d'investigacions recents, encarregat d'informar l'Informe sobre Desenvolupament Humà, publicat anualment, i continuar amb la investigació en el camp del desenvolupament humà. El DRDH és una publicació informal, ràpida i amb gran difusió, per això el títol podria ser posteriorment revisat per a la publicació en articles de revistes especialitzades o en capítols de llibres. Els autors són destacats acadèmics i professionals de tot el món, així com investigadors del PNUD. Els resultats, interpretacions i conclusions són estrictament responsabilitat dels autors i no representen necessàriament el punt de vista del PNUD o dels estats membres de les Nacions Unides. D'altra banda, les dades poden no ser compatibles amb la presentada en els informes sobre el desenvolupament humà.
Per a aquest Informe sobre el Desenvolupament Humà, els autors projecten l'IDH per als països que tenen projeccions completes sobre les dades per als propers vint anys, mentre que la projecció de l'IDH utilitza projeccions dels components realitzats per organismes que presten el PNUD amb dades per l'IDH. La llista conté l'IDH de 81 països, la majoria dels quals s'espera que tinguin una qualificació "molt alta" de l'IDH el 2025.

### Característiques
L'octubre de 2009, el Programa de les Nacions Unides per al Desenvolupament va publicar (en el seu Informe sobre el Desenvolupament Humà de 2009) en la seva última llista de països per Índex de Desenvolupament Humà (IDH), per a l'any 2007, la classificació dels països en quatre categories, la primera de les quals és la grup de països que tenen un "molt alt" IDH. Mig any més tard, l'abril de 2010, l'Oficina de l'Informe sobre Desenvolupament Humà va proporcionar les projeccions 2010-2030 IDH (citat al setembre de 2010, pel Programa de les Nacions Unides per al Desenvolupament, en el paper d'Investigacions per al Desenvolupament Humà 2010/40). Aquestes projeccions van ser aconseguides per recalcular l'IDH, utilitzant (per als components de l'IDH) projeccions dels components realitzats per organismes que presten el PNUD amb dades per l'IDH.
L'IDH es va projectar per a tots els països per als que hi havia una sèrie de dades completa per al període 2010-2030. Per exemple, l'IDH es va projectar per a tots els països "grans" (és a dir, per a tots els països amb població superior a 800 000), que tenia una qualificació "molt alta" de l'IDH (és a dir, un IDH de 900 o superior), en l'Informe del Desenvolupament Humà de 2009. L'IDH no va ser projectat per als països per als quals no hi havia sèries de dades completes per al període 2010-2030, de manera que la projecció ignora els països que no són membres de les Nacions Unides (Hong Kong és una excepció), i també es fa cas omís de tots els països "petits" (entre els quals set van tenir una qualificació "molt alta" de l'IDH en l'Informe sobre Desenvolupament Humà de 2009: Andorra, Barbados, Brunei, Islàndia, Liechtenstein, Luxemburg i Malta). Tots els "petits" no membres de l'ONU per als quals no es va fer cap projecció, no tenen un "molt alt" IDH en l'Informe sobre Desenvolupament Humà de 2009, encara que deu d'ells tenien (en l'Informe sobre Desenvolupament Humà de 2009) un "Alt" IDH (és a dir, 800 o més): Albània, Belarús, Bòsnia i Hercegovina, Líban, Macedònia del Nord, Maurici, Oman, Panamà, Trinitat i Tobago, Uruguai.
D'acord amb aquestes projeccions, Japó liderarà com a país amb l'IDH més alt (998) el 2030

### Fiabilitat de les projeccions
El PNUD indica:
Les projeccions suggereixen un possible futur per a la progressió d'IDH, però no estan dissenyades per ser predictius, ja que canvis condicionals i polítics afectaran l'IDH d'un país en particular. A més, "xocs" imprevistos, com guerres, sancions econòmiques, epidèmies i calamitats ambientals poden influir negativament en l'IDH, mentre que altres "xocs", com la cura de malalties prevalents, com la malària i el VIH / SIDA, final d'un conflicte, Inversions econòmiques sobtades i millora de l'educació, poden impactar positivament en l'IDH d'un país. Per tant, les projeccions haurien de ser interpretades com a possibles i no com a certes.
També aquestes projeccions es basen en l'antiga metodologia per calcular el valor de l'IDH d'un país. L'Informe sobre Desenvolupament Humà de 2010, que es va publicar al novembre de 2010 (després de la publicació d'aquest treballs de recerca), va introduir una nova metodologia per calcular l'IDH. Per tant, aquestes projeccions no són exactes per comparar amb els valors de l'IDH actuals.

### Dades de les projeccions
| Posició | País        | IDH |
| ------- | ----------- | --- |
| 1.2.    | Australia   | 975 |
| 1.2.    | Norway      | 975 |
| 3       | Canada      | 969 |
| 4       | Ireland     | 968 |
| 5       | Netherlands | 964 |
| 6       | France      | 961 |
| 7       | Switzerland | 960 |
| 8.      | Japan       | 959 |
| 9.      | USA         | 959 |
| 10-11   | Finland     | 956 |
| 10-11   | Italy       | 956 |
| 12-13   | Austria     | 953 |
| 12-13   | Spain       | 953 |
| 14      | Denmark     | 951 |
| 15      | Sweden      | 949 |
| 16      | Hong Kong   | 947 |
| 17-20   | Belgium     | 946 |
| 17-20   | NZ          | 946 |
| 17-20   | S. Korea    | 946 |
| 17-20   | UK          | 946 |
| 21      | Greece      | 944 |
| 22-23   | Germany     | 943 |
| 22-23   | Singapore   | 943 |
| 24      | Israel      | 940 |
| 25      | Slovenia    | 933 |
| 26      | Qatar       | 913 |
| 27      | Kuwait      | 911 |
| 28-29   | Cyprus      | 905 |
| 28-29   | Portugal    | 905 |

| Canvi de | País        | IDH |
| -------- | ----------- | --- |
| 1        | Australia   | 984 |
| 2        | Norway      | 979 |
| 3        | Canada      | 977 |
| 4        | Ireland     | 974 |
| 5-7      | France      | 971 |
| 5-7      | Japan       | 971 |
| 5-7      | Netherlands | 971 |
| 8.       | Switzerland | 967 |
| 9-10     | Finland     | 963 |
| 9-10     | Italy       | 963 |
| 11-13    | Austria     | 962 |
| 11-13    | Spain       | 962 |
| 11-13    | USA         | 962 |
| 14-15    | Denmark     | 959 |
| 14-15    | S. Korea    | 959 |
| 16-17    | Greece      | 955 |
| 16-17    | NZ          | 955 |
| 18       | Singapore   | 954 |
| 19-21    | Germany     | 951 |
| 19-21    | Israel      | 951 |
| 19-21    | UK          | 951 |
| 22       | Slovenia    | 950 |
| 23       | Hong Kong   | 949 |
| 24       | Belgium     | 944 |
| 25       | Sweden      | 941 |
| 26       | Qatar       | 920 |
| 27       | Cyprus      | 917 |
| 28       | Portugal    | 912 |
| 29-30    | Kuwait      | 911 |
| 29-30    | Croatia     | 911 |
| 31-32    | Slovakia    | 907 |
| 31-32    | UAE         | 907 |
| 33       | Bahrain     | 905 |
| 34       | Hungary     | 904 |
| 35-37    | Poland      | 902 |
| 35-37    | Chile       | 902 |
| 35-37    | Cuba        | 902 |

| Canvi de | País        | IDH |
| -------- | ----------- | --- |
| 1        | Australia   | 988 |
| 2        | Canada      | 983 |
| 3        | Norway      | 982 |
| 4.5      | France      | 980 |
| 4.5      | Japan       | 980 |
| 6        | Ireland     | 978 |
| 7        | Netherlands | 975 |
| 8-9      | S. Korea    | 972 |
| 8-9      | Switzerland | 972 |
| 10-11    | Finland     | 971 |
| 10-11    | Spain       | 971 |
| 12       | Italy       | 970 |
| 13-14    | Austria     | 969 |
| 13-14    | Denmark     | 969 |
| 15       | NZ          | 968 |
| 16       | USA         | 966 |
| 17       | Greece      | 964 |
| 18       | Slovenia    | 963 |
| 19       | Israel      | 961 |
| 20       | Germany     | 958 |
| 21-22    | Singapore   | 957 |
| 21-22    | UK          | 957 |
| 23       | Hong Kong   | 951 |
| 24       | Belgium     | 939 |
| 25       | Sweden      | 934 |
| 26       | Cyprus      | 931 |
| 27-29    | Croatia     | 927 |
| 27-29    | Qatar       | 927 |
| 27-29    | Slovakia    | 927 |
| 30-31    | Estonia     | 920 |
| 30-31    | UAE         | 920 |
| 32-33    | Chile       | 919 |
| 32-33    | Portugal    | 919 |
| 34       | Hungary     | 918 |
| 35       | Poland      | 916 |
| 36       | Cuba        | 914 |
| 37       | Kuwait      | 912 |
| 38       | Bahrain     | 909 |
| 39       | Lithuania   | 905 |
| 40       | Latvia      | 903 |

| Canvi de | País        | IDH |
| -------- | ----------- | --- |
| 1        | Australia   | 991 |
| 2        | Japan       | 990 |
| 3        | France      | 988 |
| 4.5      | Canada      | 986 |
| 4.5      | Norway      | 986 |
| 6        | Ireland     | 981 |
| 7        | Spain       | 980 |
| 8.       | NZ          | 979 |
| 9-10     | Netherlands | 978 |
| 9-10     | S. Korea    | 978 |
| 11-12    | Italy       | 976 |
| 11-12    | Switzerland | 976 |
| 13       | Finland     | 975 |
| 14-15    | Denmark     | 974 |
| 14-15    | Slovenia    | 974 |
| 16-18    | Austria     | 973 |
| 16-18    | Greece      | 973 |
| 16-18    | Israel      | 973 |
| 19       | USA         | 969 |
| 20-21    | Germany     | 964 |
| 20-21    | UK          | 964 |
| 22       | Singapore   | 960 |
| 23       | Hong Kong   | 953 |
| 24       | Cyprus      | 945 |
| 25       | Croatia     | 943 |
| 26       | Slovakia    | 942 |
| 27       | Estonia     | 937 |
| 28       | Chile       | 935 |
| 29       | Qatar       | 934 |
| 30       | Hungary     | 932 |
| 31       | Belgium     | 930 |
| 32       | Poland      | 929 |
| 33-34    | Portugal    | 927 |
| 33-34    | UAE         | 927 |
| 35       | Cuba        | 926 |
| 36-38    | Latvia      | 920 |
| 36-38    | Lithuania   | 920 |
| 36-38    | Sweden      | 920 |
| 39       | Bahrain     | 913 |
| 40       | Mexico      | 912 |
| 41       | Kuwait      | 911 |
| 42       | Costa Rica  | 905 |
| 43       | Bulgaria    | 900 |

| Canvi de | País        | IDH |
| -------- | ----------- | --- |
| 1        | Japan       | 998 |
| 2        | Australia   | 995 |
| 3        | France      | 993 |
| 4        | Spain       | 991 |
| 5        | Canada      | 989 |
| 6        | Norway      | 989 |
| 7        | NZ          | 988 |
| 8.       | Ireland     | 984 |
| 9.       | Israel      | 984 |
| 10       | Italy       | 984 |
| 11       | S. Korea    | 981 |
| 12       | Netherlands | 980 |
| 13       | Greece      | 980 |
| 14       | Switzerland | 979 |
| 15       | Slovenia    | 977 |
| 16       | Denmark     | 977 |
| 17       | Austria     | 976 |
| 18       | Finland     | 976 |
| 19       | USA         | 973 |
| 20       | UK          | 972 |
| 21       | Germany     | 966 |
| 22       | Singapore   | 963 |
| 23       | Cyprus      | 959 |
| 24       | Croatia     | 956 |
| 25       | Slovakia    | 956 |
| 26       | Hong Kong   | 956 |
| 27       | Estonia     | 953 |
| 28       | Chile       | 948 |
| 29       | Hungary     | 946 |
| 30       | Poland      | 943 |
| 31       | Qatar       | 941 |
| 32       | Cuba        | 939 |
| 33       | Latvia      | 936 |
| 34       | UAE         | 934 |
| 35       | Lithuania   | 934 |
| 36       | Portugal    | 933 |
| 37       | Mexico      | 923 |
| 38       | Bahrain     | 921 |
| 39       | Costa Rica  | 920 |
| 40       | Belgium     | 920 |
| 41       | Bulgaria    | 918 |
| 42       | Kuwait      | 909 |
| 43       | Argentina   | 908 |
| 44       | Libya       | 907 |
| 45       | Sweden      | 906 |

### Països no inclosos
Cap projecció es va calcular per als països per als quals no hi havia una sèrie completa de dades per al període 2010-2030 (per exemple, tots els països amb una població inferior a 800.000). Entre elles:
- Set països, que tenien un "Molt Alt" IDH en l'Informe de Desenvolupament Humà (de 2007) de 2009, però que no van ser inclosos en l'enquesta de projecció 2010-2030 (a causa del seu reduït nombre d'habitants inferior a 800.000) :

 Andorra,  Barbados,  Brunei,  Iceland,  Liechtenstein,  Luxembourg,  Malta.
- Deu nacions amb més de 800.000 habitants, no inclosos en l'enquesta de projecció 2010-2030, tot i que tenien una qualificació "alta" de l'IDH (no "Molt Alta") en l'Informe sobre Desenvolupament Humà (per 2007) 2009:

 Albania,  Belarus,  Bosnia and Herzegovina,  Lebanon,  North Macedonia,  Mauritius,  Oman,  Panama,  Trinidad and Tobago,  Uruguay .